# Batu Gungun
Batu Gungun is een bestuurslaag in het regentschap Dairi van de provincie Noord-Sumatra, Indonesië. Batu Gungun telt 1774 inwoners (volkstelling 2010).